# ماري بيترز (منافس ألعاب قوى)
ماري بيترز (بالإنجليزية: Mary Peters) (و. 1939  م) هي منافسة ألعاب القوى، ورياضية خماسي، ولاعبة دفع الجلة بريطانية، شاركت في الألعاب الأولمبية الصيفية 1972.

## مناصب
تولت منصب Deputy lieutenant ‏
.

## التعليم
تعلمت في Portadown College ‏
.

## جوائز
حصلت على جوائز منها:
- Lady of the Garter ‏
- جائزة بي بي سي لشخصية العام الرياضية  [لغات أخرى]‏ (1972)[5]
- نيشان الإمبراطورية البريطانية من رتبة قائدة

## روابط خارجية
- ماري بيترز على موقع ميوزك برينز (الإنجليزية)
- ماري بيترز على موقع الاتحاد الدولي لألعاب القوى (الإنجليزية)
- ماري بيترز على موقع ThePowerOf10.info (الإنجليزية)
- ماري بيترز على موقع اللجنة الأولمبية الدولية (الإنجليزية)
- ماري بيترز على موقع أوليمبيديا (الإنجليزية)
- ماري بيترز على موقع اللجنة الأولمبية البريطانية (الإنجليزية)
- ماري بيترز على موقع اتحاد ألعاب الكومنولث (مؤرشف) (الإنجليزية)